# أوستن كوبر
أوستن كوبر هو محامي كندي، ولد في 1930، وتوفي في 1 أكتوبر 2014.